# Tony Trimmer
Tony Trimmer, britanski dirkač Formule 1, * 24. januar 1943, Maidenhead, Berkshire, Anglija, Združeno kraljestvo.
Tony Trimmer je upokojeni britanski dirkač Formule 1. V Formuli 1 je skupaj nastopil na šestih Velikih nagradah v sezonah 1975, 1976, 1977 in 1978, toda nikoli se mu ni uspelo kvalificirati na samo dirko. Je pa v sezoni 1970 osvojil prvenstvo Britanske Formule 3, v sezoni 1978, prvi sezoni ko je prvenstvo potekalo, pa še Britansko Formulo 1.

## Popolni rezultati Formule 1
(legenda) (odebeljene dirke pomenijo najboljši štartni položaj, poševne pa najhitrejši krog, †-uvrščen kljub odstopu)
| Leto | Moštvo            | Šasija       | Motor       | 1   | 2   | 3    | 4    | 5   | 6   | 7   | 8   | 9   | 10      | 11      | 12      | 13      | 14  | 15  | 16      | 17  | Prv | Toč |
| ---- | ----------------- | ------------ | ----------- | --- | --- | ---- | ---- | --- | --- | --- | --- | --- | ------- | ------- | ------- | ------- | --- | --- | ------- | --- | --- | --- |
| 1975 | Maki Engineering  | Maki F101C   | Cosworth V8 | ARG | BRA | JAR  | ŠPA  | MON | BEL | ŠVE | NIZ | FRA | VB      | NEM DNQ | AVT DNQ | ITA DNQ | ZDA |     |         |     | -   | 0   |
| 1976 | Maki Engineering  | Maki F102A   | Cosworth V8 | BRA | JAR | ZZDA | ŠPA  | BEL | MON | ŠVE | FRA | VB  | NEM     | AVT     | NIZ     | ITA     | KAN | ZDA | JAP DNQ |     | -   | 0   |
| 1977 | Melchester Racing | Surtees TS19 | Cosworth V8 | ARG | BRA | JAR  | ZZDA | ŠPA | MON | BEL | ŠVE | FRA | VB DNPQ | NEM     | AVT     | NIZ     | ITA | ZDA | KAN     | JAP | -   | 0   |
| 1978 | Melchester Racing | McLaren M23  | Cosworth V8 | ARG | BRA | JAR  | ZZDA | MON | BEL | ŠPA | ŠVE | FRA | VB DNQ  | NEM     | AVT     | NIZ     | ITA | ZDA | KAN     |     | -   | 0   |